# L'Obscur

L'Obscur est le second roman de l'écrivain irlandais John McGahern, paru en 1965 sous le titre original The Dark.

## Publication
À sa publication, en 1965, le roman fait scandale ; il est jugé obscène par l'Église catholique irlandaise, dont l'influence était alors déterminante dans le pays, et condamné par l'Irish Censorship Board pour pornographie. McGahern perd son poste d'instituteur et décide de quitter l'Irlande pour l'Angleterre, où il va vivre un certain temps de « petits boulots ».
Le roman est publié en français en 1980 dans une traduction d'Alain Delahaye.

## Analyse
Le récit se situe dans le monde rural et pauvre du nord-ouest de l'Irlande, où le héros, un adolescent, est élevé, après la mort de sa mère, avec ses deux sœurs plus jeunes par un père violent mais sans véritable autorité, avec lequel il vit des relations très difficiles, d'autant qu'il doit en subir les attouchements. Dans ce roman d'apprentissage, le jeune Mahoney est introverti et manque de confiance en soi ; il est déchiré entre le poids de la morale ambiante et ses pulsions et fantasmes sexuels, entre la médiocrité de sa situation sociale et les rêves de sortir de sa condition. Doué pour les études, il pense un temps que le séminaire et la prêtrise pourraient signifier l'émancipation et le moyen d'échapper au père, mais se rend compte qu'il ne veut pas brider sa sensualité.
John McGahern a nié le caractère proprement autobiographique du roman et affirmé que les éléments tirés de sa propre expérience avaient été complètement réinventés par le travail littéraire.
« D'une force et d'un réalisme parfois atroce, L'Obscur, qui traite directement de la répression sexuelle ambiante, est un grand roman, très stylisé, malgré la forme qui paraît simple et directe. »

## Réception
Loin du scandale suscité à sa parution en 1965, le roman est aujourd'hui considéré en Irlande comme le symbole d'une société se libérant de l'oppression de la morale catholique traditionnelle.